# Exoneura gracilis
Exoneura gracilis là một loài Hymenoptera trong họ Apidae. Loài này được Cockerell mô tả khoa học năm 1918.

## Hình ảnh

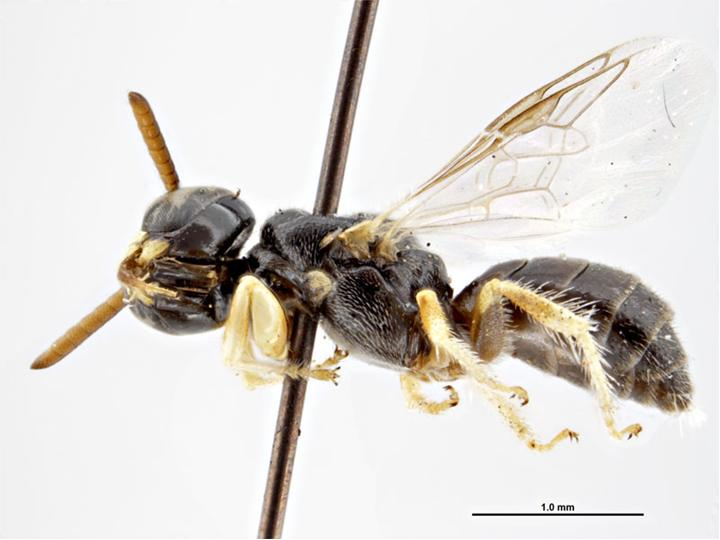